# Le Livre d'or de la science-fiction : Thomas Disch
Le Livre d'or de la science-fiction : Thomas Disch est une anthologie de quatorze nouvelles de science-fiction consacrée à l'œuvre de Thomas Disch, publiée en novembre 1981 en France. Rassemblées par Patrice Duvic, les nouvelles sont parues entre 1962 (Un emploi du temps très chargé) et 1980 (Le vaillant petit grille-pain).

## Publication
L'anthologie fait partie de la série francophone Le Livre d'or de la science-fiction, consacrée à de nombreux écrivains célèbres ayant écrit des œuvres de science-fiction. Elle ne correspond pas à un recueil déjà paru aux États-Unis ; il s'agit d'un recueil inédit de nouvelles, édité pour le public francophone, et en particulier les lecteurs français.
L'anthologie a été publiée en décembre 1980 aux éditions Presses Pocket, collection Science-fiction no 5103  (ISBN 2-266-00995-8).
L'image de couverture a été réalisée par Marcel Laverdet.

## Préface
- Préface de Patrice Duvic.

## Liste des nouvelles
- Une vie de chien ou une vie d'homme ?, préface de Patrice Duvic
- Un emploi du temps très chargé (The Double-Timer, 1962)
- Les Touristes (The Sightseers, 1965)
- Le Retour de la méduse (The Return of the Medusae, 1963)
- Démiurges (The Demi-Urge, 1963)
- Utopie ? Impossible ! (Utopia? Never!, 1963)
- Assassin et fils (Assassin & Son, 1964)
- 102 bombes H (102 H-Bombs, 1965)
- Un amour envahissant (Invaded by Love, 1966)
- Thomas l'incrédule (Doubting Thomas, 1966)
- Casablanca (Casablanca, 1967)
- Le Crime d'Edwin Lollard (The Affluence of Edwin Lollard, 1967)
- La Rive asiatique (The Asian Shore, 1970)
- Le Mécanisme du jugement dernier :
  - Publicité mensongère : défense d'un précieux patrimoine (Misinformation Defending : a Precious Heritage, 1974)
  - Selbstmord : la grande vogue (Selbstmord : the dernier cri, 1974)
  - L'Holocauste des automobiles (Killing the Cars, 1981)
- Le Vaillant Petit Grille-pain (The Brave Little Toaster, 1980)